# Rostov kärnkraftverk
Rostov kärnkraftverk (ryska: Ростовская АЭС), också känt som Volgodonsk kärnkraftverk, är ett kärnkraftverk i Ryssland. Kärnkraftverket har fyra VVER-1000-reaktorer på vardera 1000 MWe. Bygget av den första reaktorn startade 1 september 1981, men färdigställdes först 2001.
Bygget av den andra reaktorn startade 1 maj 1983 och färdigställdes 2010
Bygget av reaktor tre och fyras startade 2009 respektive 2010. Trean färdigställdes 2014 och fyran färdigställdes 2017.
Kärnkraftverket ligger vid staden Volgodonsk i Rostov oblast.

## Reaktorer
| Station  | Typ           | Nettokapacitet | Byggstart         | Första kritikalitet | Nätsynkronisering | Kommersiell drift inleddes |
| -------- | ------------- | -------------- | ----------------- | ------------------- | ----------------- | -------------------------- |
| Rostov 1 | VVER-1000/320 | 950 MW         | 1 september 1981  | 23 februari 2001    | 30 mars 2001      | 25 december 2001           |
| Rostov 2 | VVER-1000/320 | 950 MW         | 1 maj 1983        | 22 januari 2010     | 18 mars 2010      | 10 December 2010           |
| Rostov 3 | VVER-1000/320 | 1011 MW        | 15 september 2009 | 07 december 2014    | 27 december 2014  | 17 september 2015          |
| Rostov 4 | VVER-1000/320 | 1011 MW        | 16 juni 2010      | 29 december 2017    | 1 februari 2018   | 28 september 2018          |